# ウェンツビル (ミズーリ州)
ウェンツビル（Wentzville）は、アメリカ合衆国ミズーリ州のセントチャールズ郡にある都市。人口は4万4372人（2020年）。セントルイスの西50キロメートルに位置しており、ベッドタウン化が進行している。

## 解説
ウェンツビルのある土地に入植が始まったのは1855年である。これは鉄道の建設に合わせて計画されたもので1857年には最初の列車が到着した。主要な農産物はタバコだった。
1868年にメソジスト教会が建ち、ルーテル教会とカトリック教会が続いた。
1872年に法人化し、市長と6人の委員を選出した。これで町としての体裁が整った。タバコの生産は町に大きな富をもたらした。1980年、ゼネラルモーターズの自動車工場を誘致することに成功した 。
セントルイスからは距離があるため、2000年頃までは農業が重要な地位を占めていた。